# Шалковская, Татьяна Геннадьевна
Татьяна Геннадьевна Шалковская (31 марта 1967, Саратов) — актриса МХАТ им. М. Горького, заслуженная артистка России (1998). Награждена Орденом Дружбы (2009)

## Биография
Татьяна Шалковская родилась 31 марта 1967 года в городе Саратове. Окончила ГИТИС (курс Андреева) в 1987 году. После окончания института устроилась на работу во МХАТ им. М. Горького.
Замужем за актёром МХАТа им. М. Горького Валентином Клементьевым. Двое детей.

## Роли в театре
МХАТ им. М. Горького:
- Русалка - А. Дударев «И будет день», реж. В. Белякович
- Аня -  А. Чехов «Вишневый сад», реж. С. Данченко
- Ирина - А. Чехов «Три сестры», реж. Т. Доронина
- Фея - М. Метерлинк «Синяя птица», реж. по возобновлению К. Градополов
- Ольга - М. Сергеев «Сезон лунатиков», реж. Н. Бритаева
- Джейн - Т. Уильямс «Французский квартал», реж. Т. Доронина
- Машенька - А. Островский «На всякого мудреца довольно простоты», реж. В. Шиловский
- Елена - М. Булгаков «Белая гвардия», реж. Т. Доронина
- Алла Вадимовна - М. Булгаков «Зойкина квартира», реж. Т. Доронина
- Аксюша - А. Островский «Лес», реж. Т. Доронина
- Зоя - А. Твардовский «Теркин жив и будет!», реж. Т. Доронина
- Вера - И. Гончаров «Обрыв», реж. А. Созонтов
- Ксения - С. Яковлев «Версия Англетер», реж. Т. Доронина
- Вишневская - А. Островский «Доходное место», реж. Т. Доронина
- Павла - М. Горький «Зыковы», реж. А. Морозов
- Маша - А. Чехов «Три сестры», реж. Т. Доронина
- Наташа - М. Горький «На дне», реж. В. Белякович
- Параша - А. Островский «Горячее сердце», реж. В. Белякович
- Диана - Л. де Вега «Глупая для других, умная для себя», реж. В. Иванов
- Ольга - А. Арбузов «Годы странствий», реж. Ю. Аксенов
- Варя - Ф. Достоевский «Бедные люди», реж. А. Семенов (малая сцена МХАТа им. Горького)
- Мария - В. Распутин «Деньги для Марии», реж. А. Дмитриев (малая сцена МХАТа им. Горького)